# Пороно-Покровский
Пороно-Покровский — хутор (административно — часть села Львовское) в Северском районе Краснодарского края Российской Федерации.

## География
В двух километрах к востоку от хутора находится адыгейский аул Панахес (Тахтамукайский район). Поблизости протекает река Сухой Аушедз.

## История
Хутор образовался после окончания Кавказской войны в 1875 году и первоначально назывался Гирской. Заселили его выходцы с Украины — из Киевской, Полтавской, Черниговской, Таврической губерний, а также из Бессарабии.
В 1910 году хутор назвали Покровским в честь православного праздника Покрова (по другой версии — именем владельца земель помещика Покровского). Рядом вырос ещё один хутор, в котором была переправа через Кубань (паром), а потому назвали его Паромовским (Пороновским). Позже два хутора слились в единое целое. Объединённый хутор стал называться Пороно-Покровским.
В годы коллективизации на хуторе существовало два колхоза — «Искра» и колхоз имени Революции.
В сентябре 1958 года, в соответствии с Решением Краснодарского краевого Совета народных депутатов, хутор Пороно-Покровский был снят с административного учёта и присоединён к селу Львовское. Тем не менее до сих пор и в обиходе, и в некоторых официальных документах хутор продолжает фигурировать как самостоятельный населённый пункт.

## Социальная сфера
В хуторе имеется стадион «Майна Вира», где проводятся соревнования по пляжному футболу и волейболу.

## Достопримечательности
- Братская могила организаторов первых колхозов в районе, погибших от рук белобандитов (1932).
- Обелиск землякам, погибшим в годы Великой Отечественной войны (установлен в 1975)[3].

## Известные уроженцы
- Куценко, Ольга Алексеевна — заслуженная артистка Узбекистана.